# Tobramycin
Tobramycin là một kháng sinh aminoglycoside có nguồn gốc từ Streptomyces tenebrarius, được sử dụng để điều trị các loại bệnh nhiễm trùng do vi khuẩn, đặc biệt là nhiễm trùng gram âm. Nó đặc biệt hiệu quả đối với các loài Pseudomonas.
Nó đã được cấp bằng sáng chế vào năm 1965 và được chấp thuận cho sử dụng y tế vào năm 1974.

## Sử dụng trong y tế
Giống như tất cả các aminoglycoside, tobramycin không hấp thu qua đường tiêu hóa, do đó, để có tác dụng toàn thân, nó chỉ có thể được tiêm tĩnh mạch hoặc tiêm bắp. Đường dùng bằng mắt (chỉ có tobramycin, Tobrex, hoặc kết hợp với dexamethasone, được bán dưới dạng TobraDex) và các công thức nebulised đều có hấp thu toàn thân thấp. Công thức cho đường tiêm có biệt dược Nebcin. Công thức nebulised (tên thương hiệu Tobi) được chỉ định trong điều trị các đợt cấp của nhiễm trùng mạn tính với Pseudomonas aeruginosa ở những bệnh nhân được chẩn đoán mắc bệnh xơ nang. Một công thức độc quyền của tobramycin micronized, nebulized đã được thử nghiệm dưới dạng liệu pháp điều trị cho viêm xoang do vi khuẩn. Tobrex là dung dịch nhãn khoa vô trùng tobramycin 0,3% được sản xuất bởi Bausch & Lomb. Benzalkonium chloride 0,01% được thêm vào như một chất bảo quản. Thuốc có sẵn theo toa chỉ ở Hoa Kỳ và Canada. Ở một số quốc gia, thuốc có sẵn trên quầy. Tobrex và TobraDex được chỉ định trong điều trị nhiễm trùng bề mặt của mắt, chẳng hạn như viêm kết mạc do vi khuẩn. Tobramycin (đường tiêm) cũng được chỉ định cho các bệnh nhiễm trùng gram âm nặng hoặc đe dọa tính mạng khác nhau: viêm màng não ở trẻ sơ sinh, bệnh brucellosis, bệnh viêm vùng chậu, nhiễm trùng Yersinia pestis (bệnh dịch hạch).   Tobramycin được ưu tiên hơn gentamicin trong điều trị viêm phổi do Pseudomonas aeruginosa do thâm nhập phổi tốt hơn.

### Phổ tính nhạy cảm
Tobramycin có phổ hoạt động hẹp và hoạt động chống lại vi khuẩn gram âm. Trên lâm sàng, tobramycin thường được sử dụng để loại bỏ Pseudomonas aeruginosa ở bệnh nhân xơ nang. Dưới đây trình bày dữ liệu về tính nhạy cảm của MIC đối với một số chủng Pseudomonas aeruginosa:
- Pseudomonas aeruginosa - <0,25   µg/ mL - 92  µg/ mL [ref?]
- Pseudomonas aeruginosa (không phải chất nhầy) - 0,5   µg/ mL -> 512  µg/ mL [ref?]
- Pseudomonas aeruginosa (ATCC 27853) - 0,5 µg/ mL - 2 µg/ mL [4]

MIC cho Klebsiella pneumoniae, KP-1, là 2,3 ± 0,2 µg/ mL ở 25   °C [chưa được công bố].

## Tác dụng phụ
Giống như các aminoglycoside khác, tobramycin gây độc tính trên tai: nó có thể gây mất thính giác hoặc mất cân bằng hoặc cả ở những người dễ mắc bệnh di truyền. Những người này mang đột biến gen vô hại thông thường cho phép aminoglycoside như tobramycin ảnh hưởng đến các tế bào ốc tai. Nhiễm độc tai do Aminoglycoside thường không thể đảo ngược được.
Như tất cả các aminoglycoside, tobramycin cũng gây độc cho thận, nó có thể làm hỏng hoặc phá hủy các mô của thận. Tác dụng này có thể đặc biệt đáng lo ngại khi tích lũy liều lượng lớn trong suốt quá trình điều trị  hoặc khi thận cô đặc nước tiểu bằng cách tăng tái hấp thu ở ống thận trong khi ngủ. Hydrat hóa đầy đủ có thể giúp ngăn ngừa độc tính thận quá mức và mất chức năng thận sau đó. Vì những lý do này, tobramycin đường tiêm phải được định lượng cẩn thận theo trọng lượng cơ thể, và theo dõi nồng độ trong huyết thanh của nó. Tobramycin do đó được cho là một loại thuốc có chỉ số điều trị hẹp.

## Cơ chế hoạt động
Tobramycin hoạt động bằng cách liên kết với một vị trí trên ribosome của vi khuẩn 30S và 50S, ngăn ngừa sự hình thành phức hợp 70S. Kết quả là, mRNA không thể được dịch thành protein và gây chết tế bào. Tobramycin cũng liên kết với RNA-aptamers, các phân tử được tạo ra một cách nhân tạo để liên kết với các mục tiêu nhất định. Tuy nhiên, dường như không có dấu hiệu nào cho thấy Tobramycin liên kết với RNA tự nhiên hoặc các axit nucleic khác.
Tác dụng của tobramycin có thể bị ức chế bởi các chất chuyển hóa của chu trình Krebs, như glyoxylate. Các chất chuyển hóa này bảo vệ chống lại chết tế bào do tobramycin bằng cách chuyển dòng carbon ra khỏi chu trình Krebs, làm suy yếu hô hấp tế bào, ức chế sự hấp thu Tobramycin và do đó gây chết tế bào.